# Joël Grare
Pour les articles homonymes, voir Grare.
Joël Grare, né en 1961, est un musicien français, percussionniste et compositeur.

## Biographie
Joël Grare est né en 1961. Il est autodidacte et se qualifie de « paysan de la musique ».

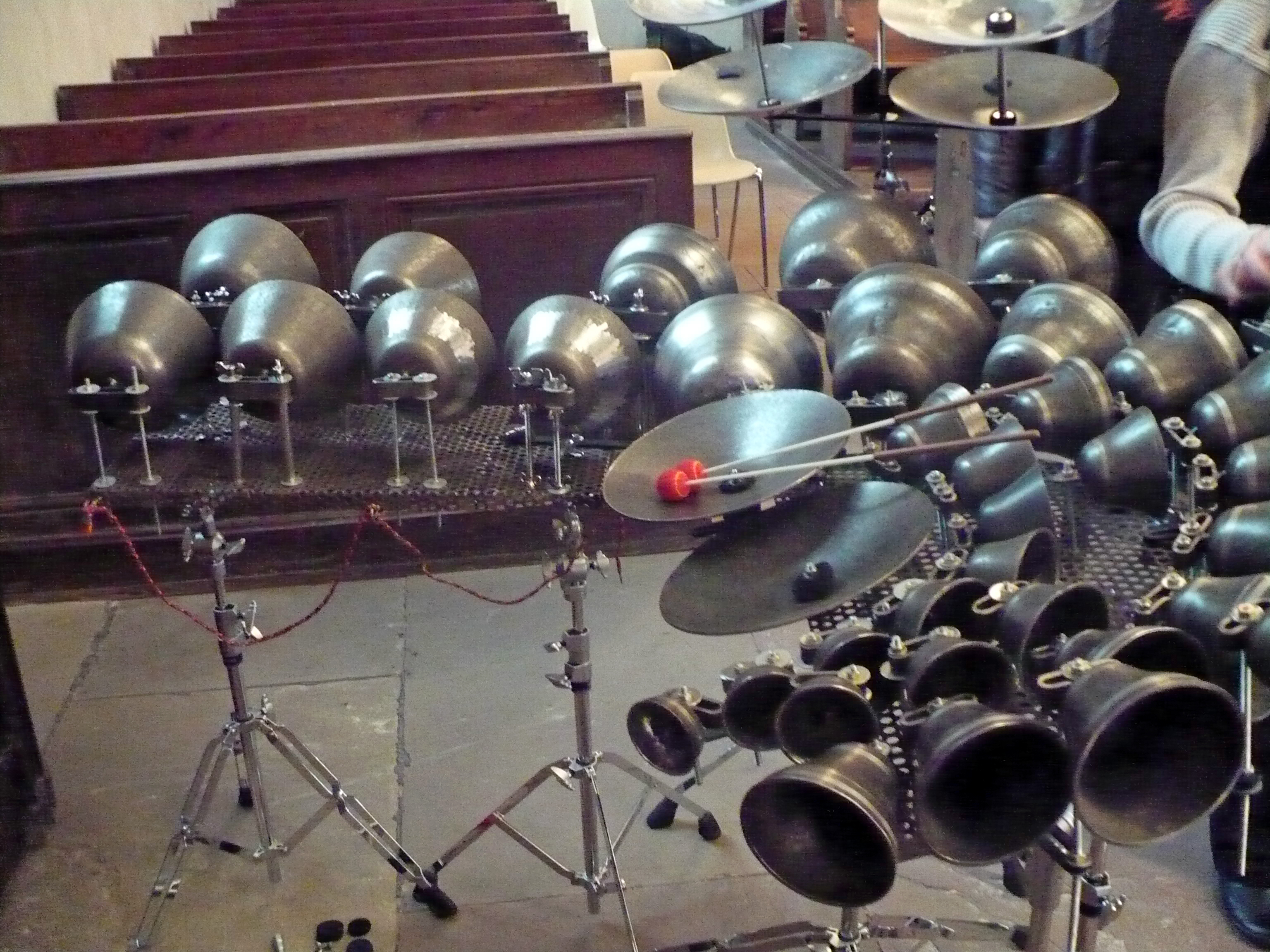
L'éventail des cloches

Qualifié par France Musique d'« explorateur de la route des métaux », il est toujours en quête de nouvelles sonorités. Il parcourt la France et crée un instrument appelé « éventail des cloches » : un clavier chromatique de quatre registres à partir des cloches rondes de vaches de Chamonix-Mont-Blanc réalisées par la fabrique de cloches Devouassoud, création qui lui aura pris vingt ans,… Il parcourt le monde et utilise les poteries du Niger, les lames en bambou, les tambours japonais, les cloches chinoises, les cymbales turques.
Joël Grare joue notamment auprès du pianiste Jean-François Zygel,, dans de grands ensembles baroques où il accompagne Jordi Savall. Il « aime expérimenter et innover en respectant toujours sa ligne de conduite : ramener la musique dans le quotidien ».

En particulier, en  2009, Joël Grare participe au concert « le clavier dans tous ses états » au festival de Fénétrange « musique et gastronomie » : Jean-François Zygel présente différents claviers (piano, orgue, célesta, glockenspiel, harmonium) accompagné par Thomas Bloch aux ondes Martenot, harmonica de verre et cristal Baschet, et Joël Grare aux percussions dont son « éventail des cloches ».

Le claviers dans tous ses états - Fénétrange 20 septembre 2009
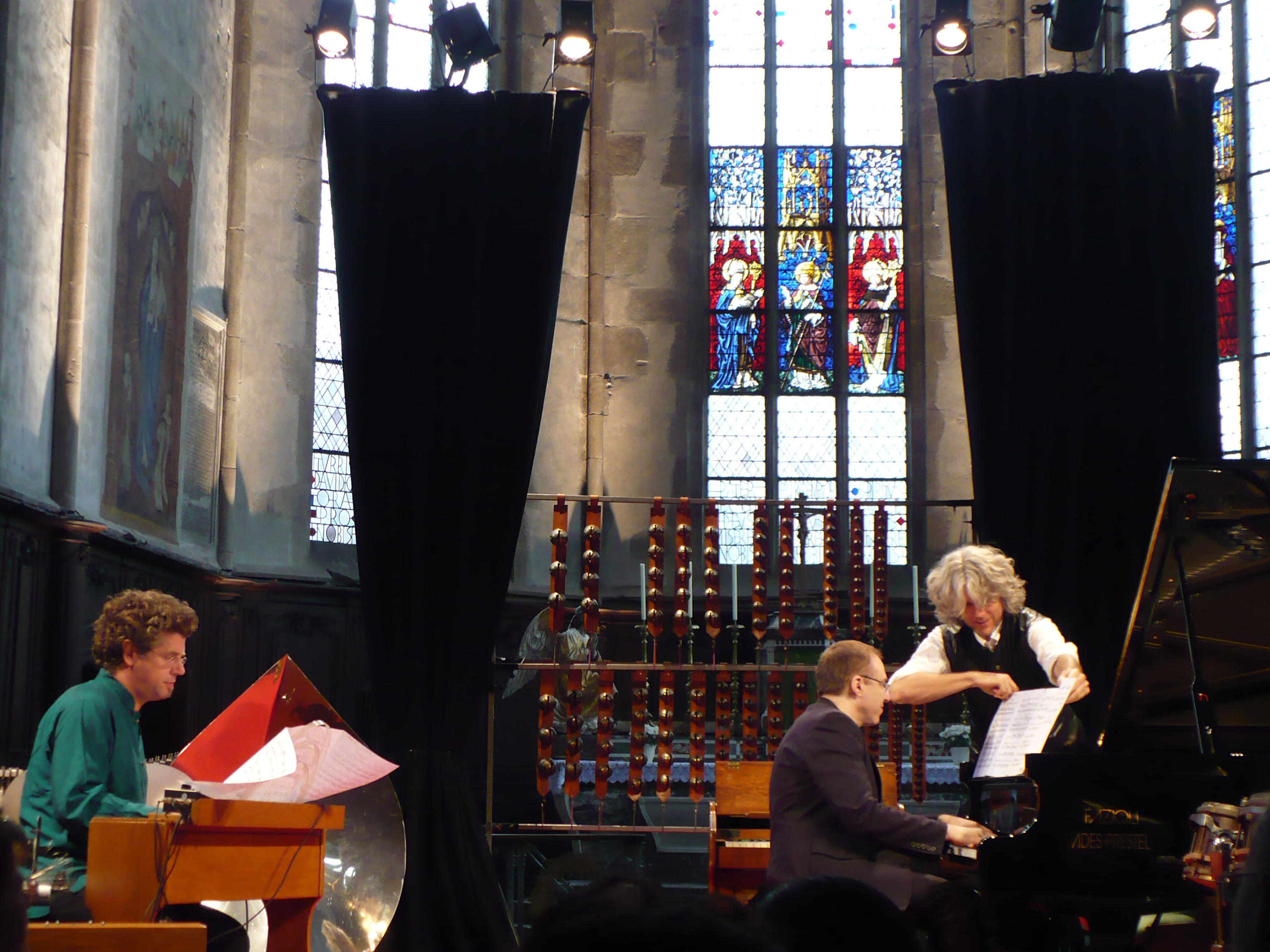
Tomas Bloch, Jean-François Zygel et Joël Grare
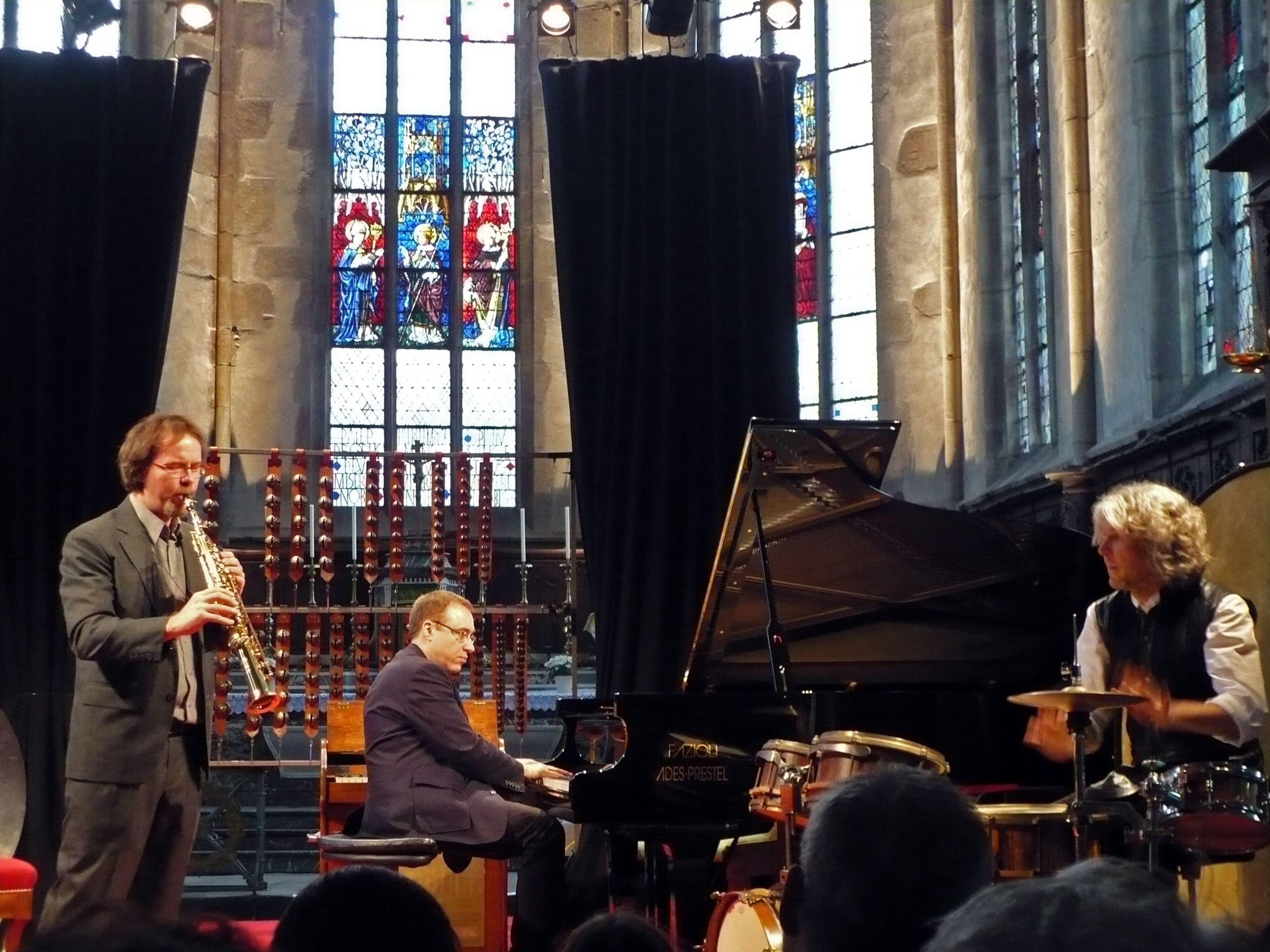
Philippe Geiss, Jean-François Zygel et Joël Grare
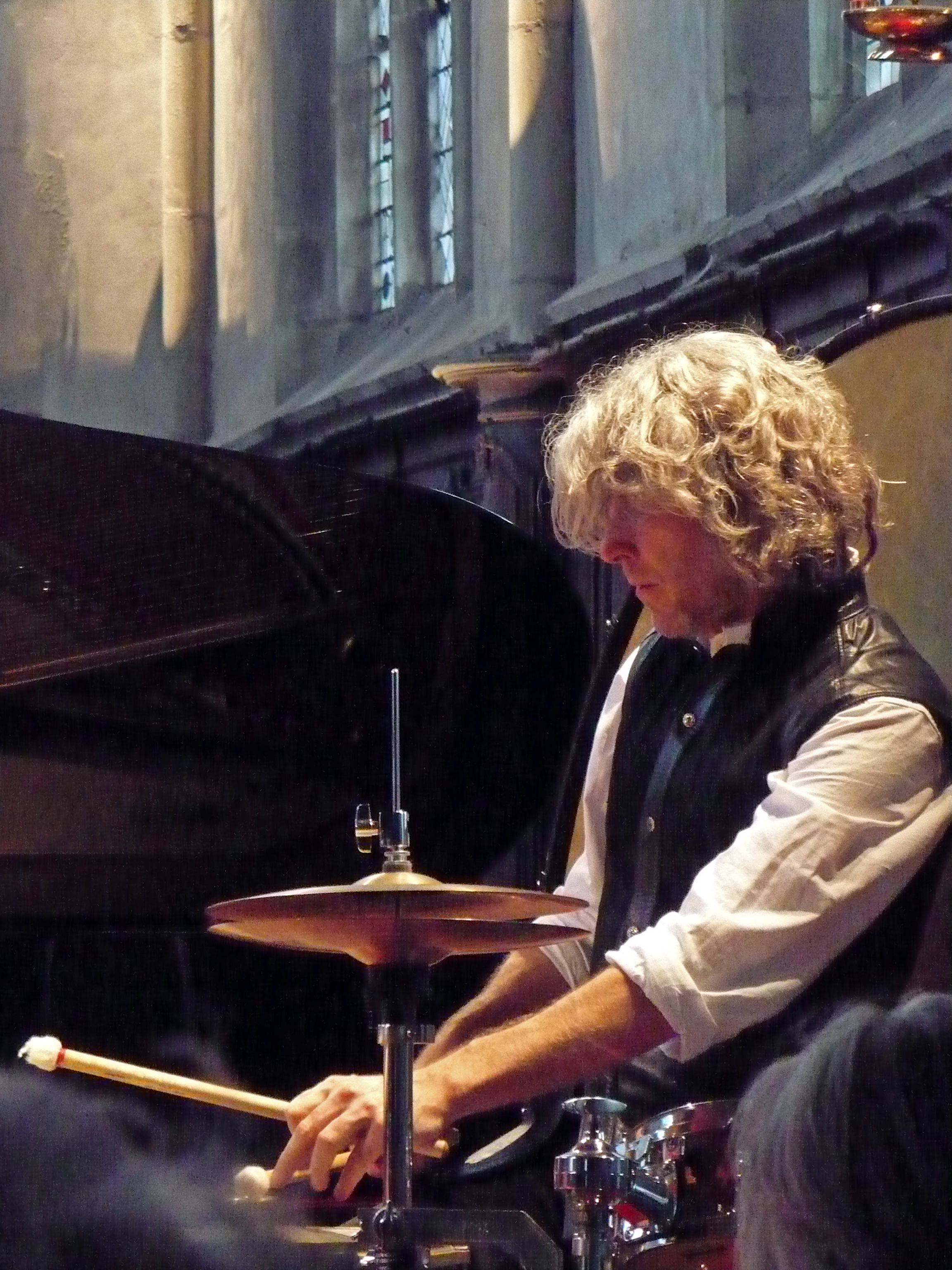
Joël Grare aux percussions
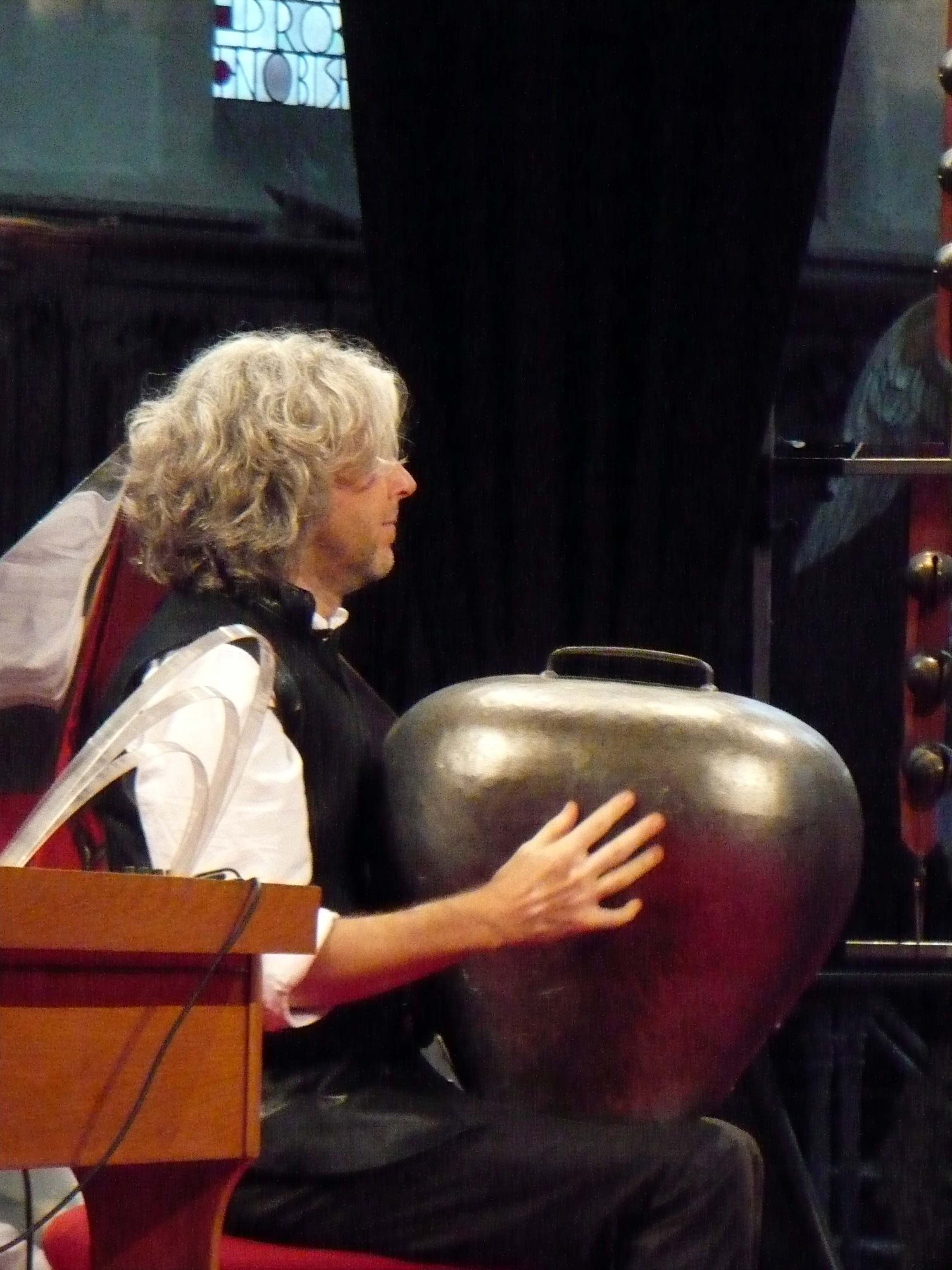
Joël Grare et une grosse cloche
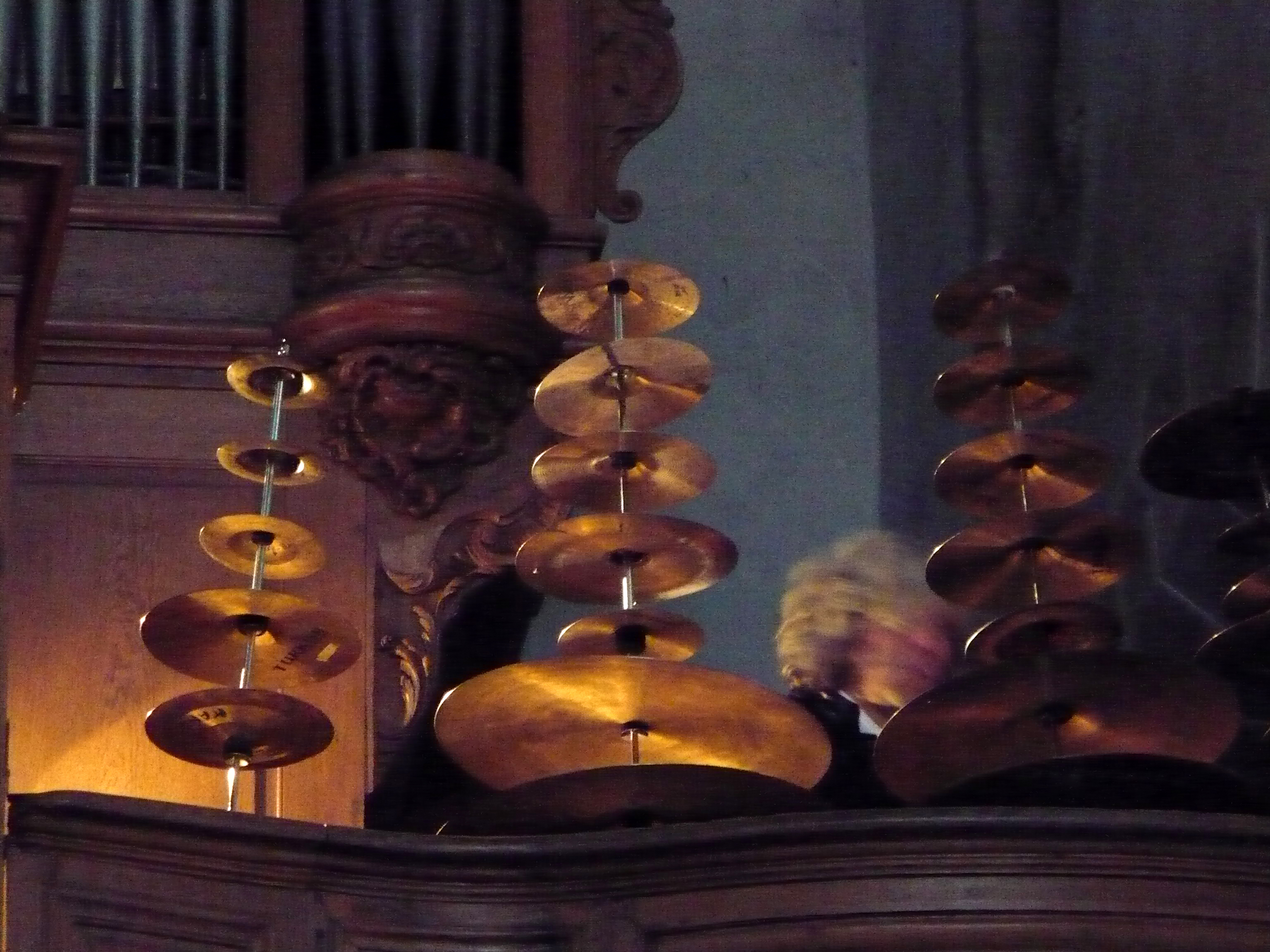
Joël Grare aux cymbales
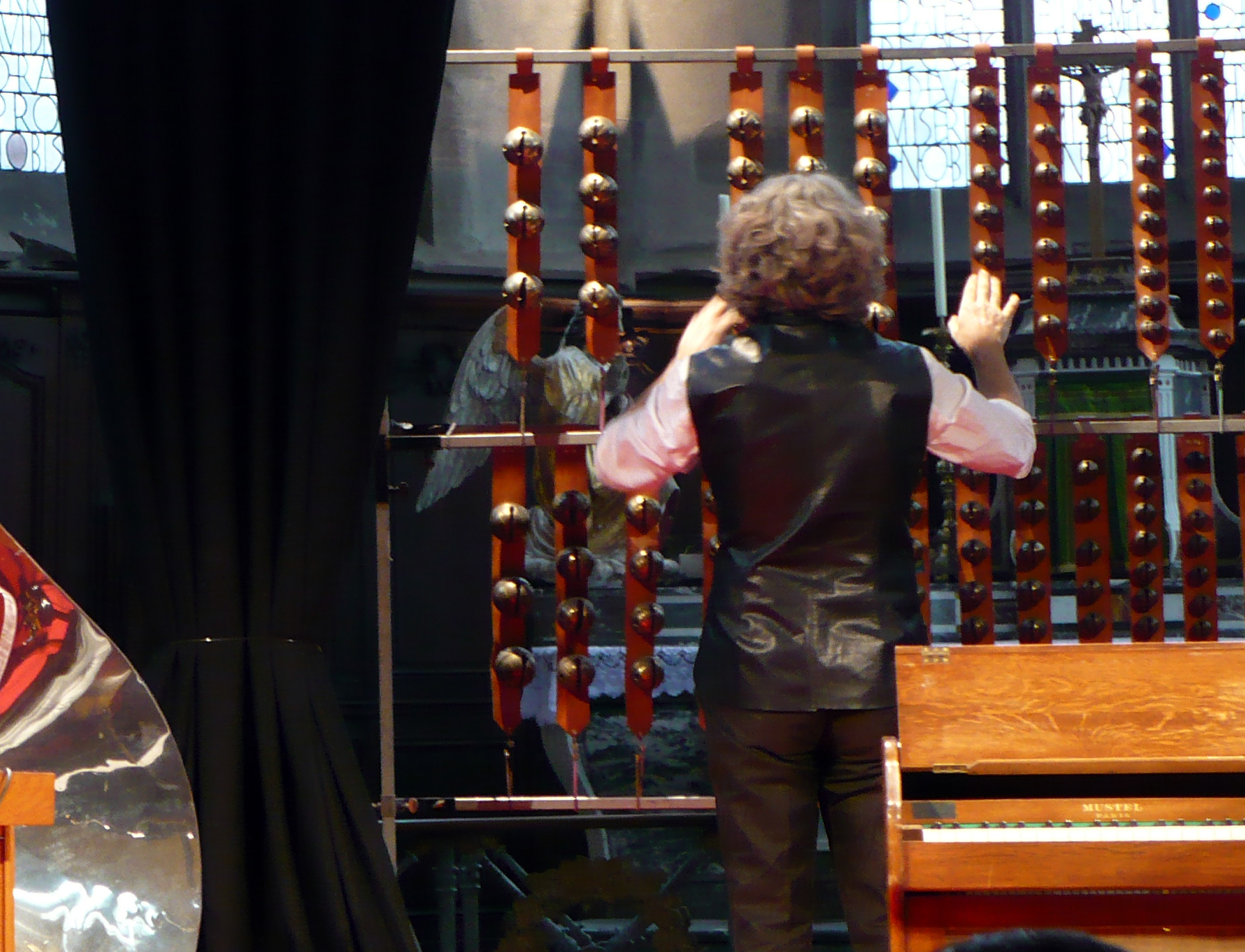
Joël Grare joue de la grelotière
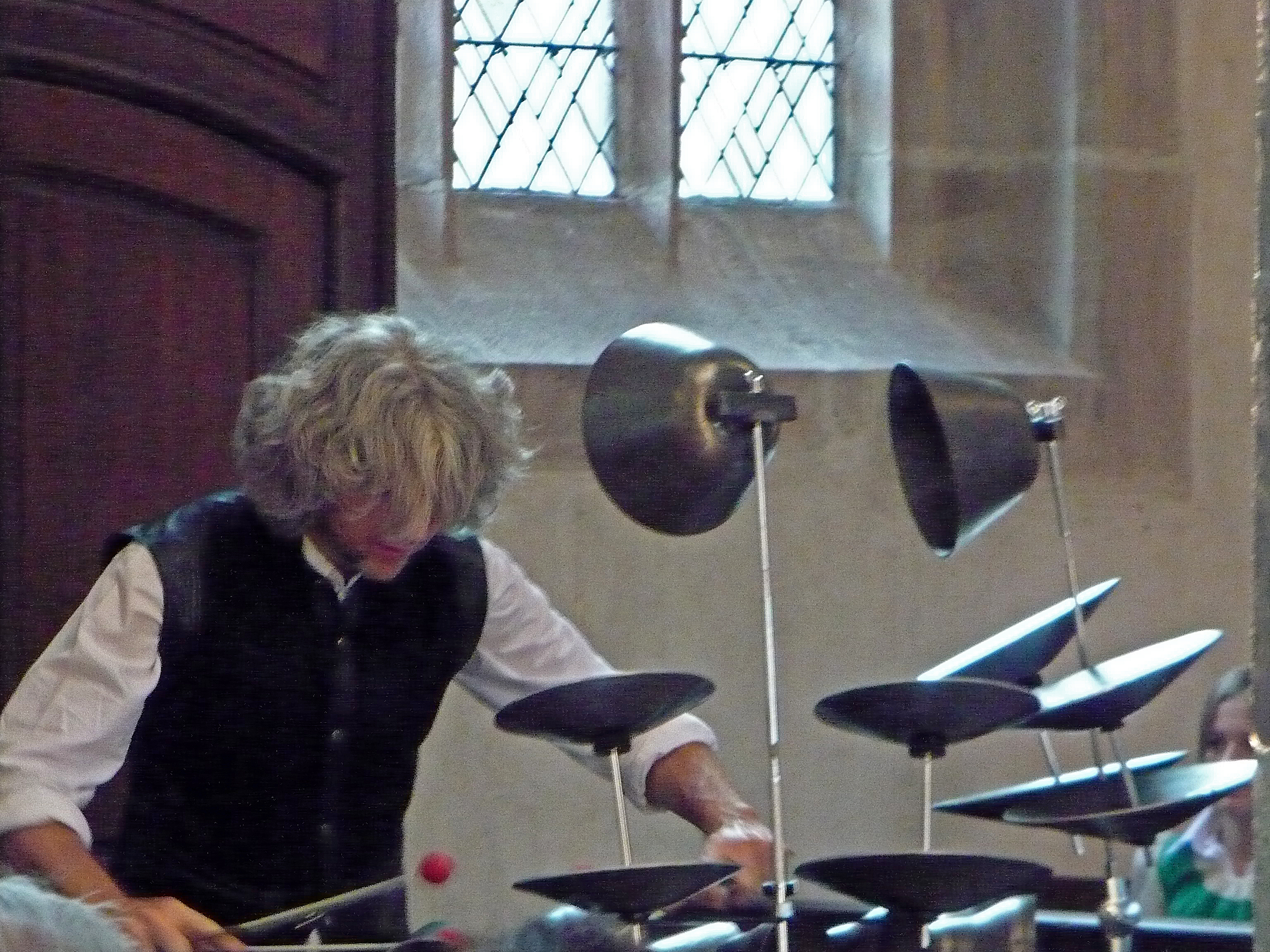
Joël Grare et son éventail de cloches
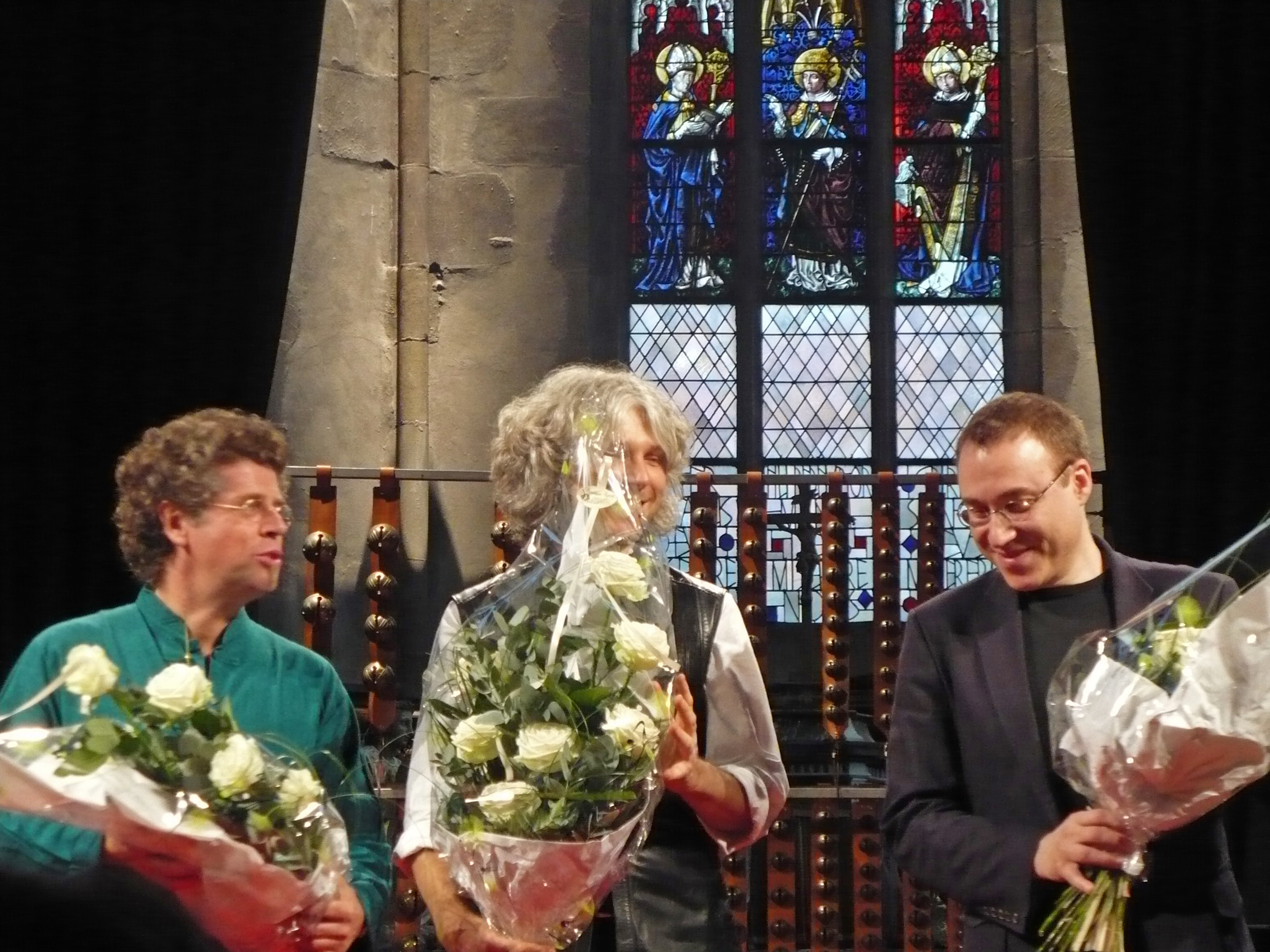
A la fin du concert

« L'un des percussionnistes les plus singuliers de sa génération », influencé par la musique classique, baroque, contemporaine et par les musiques du mondes dans ses compositions, il a participé à de nombreux projets discographiques et composé des musiques de films.
Depuis 2012, Joël Grare participe à plusieurs rencontres musicales animées par Jean-François Zygel, parfois en trio avec le saxophoniste Didier Malherbe : Le Tour du Monde en 80 minutes, ainsi qu'à son émission télévisée La Boîte à Musique sur France 2,.
En 2017, Joël Grare est choisi comme « parrain » du festival universitaire de jeunes créations artistiques au musée des civilisations de l'Europe et de la Méditerranée (Mucem) dans le cadre de la nuit européenne des musées.

## Discographie

### Œuvres
- Follow chez Alpha, 2002-2003 (ASIN B000088SU9). Cette œuvre est créée à la biennale de la danse à Venise en mai 2002.

Le critique de disques, David Janson, écrit en juin 2003 dans la revue Classica : « Des résonances profondes, rondes, déroulant leurs spires à la façon d'une séance d'hypnose : dès le premier mouvement, on est transporté ailleurs ».
- Paris-Istanbul-Shangaï chez Alpha, 2008 (ASIN B0025CWRXY).

Cet enregistrement est récompensé par la Clef de ResMusica et par quatre étoiles, la note la plus élevée du magazine Le Monde de la musique.
- Des pas sous la neige chez Alpha, 2018[16]

Thierry Hillériteau, critique au Figaro, décrit le disque comme "une onirique invitation au voyage à laquelle se joignent des complices de choix, à l'instar de la violoniste Alice Julien-Laferrière"

### Participations, en tant que percussionniste
- Vincent Dumestre et le Poème harmonique chez Alpha : Aux marches du palais[18], LʼHumaine Comédie[19], Il Fasolo[20], Luis de Briceno : El Fenix de Paris[21]
- Patricia Petibon chez Deutsche Grammophon : Rosso, Mélancolia, Nouveau Monde
- Yvan Cassar chez Universal : LʼOdyssée de lʼespèce
- Pablo Heras-Casado et Concerto Köln chez Archiv Produktion : El maestro Farinelli

## Filmographie
- Cahier dʼun retour au pays
- La Boite à musique, Jean-François Zygel (saison 1, 2, 4) chez Naïve
- French Touch, (récital donné salle Gaveau), éd. Decca, 2005
- Monastères d'Europe (série documentaire de Marie Arnaud et Jacques Debs), Arte éditions, 2018